# Würtenberger (Familie)
Die Familie Würtenberger war ein deutscher, bäuerlicher Familienverband (alter Name: Geschlecht), der im Klettgau, im östlichen Bereich des heutigen Landkreis Waldshut in Baden-Württemberg lebte. Die Geschichte zahlreicher Familienvorsteher verschiedener Generationen und ihrer Angehörigen ist in der Region überliefert, da sie auch landesweit anerkannte intellektuelle und wissenschaftliche Leistungen vollbrachten und bemerkenswerte Aktivitäten entfalteten. Auch heute gibt es noch Würtenberger-Familien in der Region, die jedoch eine gemeinsame Abstammung oder Verwandtschaft – soweit bekannt – nicht nachvollziehen können.
Das Geschlecht Würtenberger tritt in früheren Jahrhunderten, soweit Nachweise aus Urkunden und Kirchenbüchern vorliegen, vor allem in Tiengen (um 1450), in Küßnach und Bechtersbohl, später auch an anderen Orten im Klettgau in Erscheinung, doch lassen sich viele Linien, wie z. B. auch die besonders bekannt gewordene von Dettighofen auf die erstgenannten zurückführen.

## Herkunft und Chronologie

### Die Linie der Küßnacher Würtenberger
„Das aus Küßnach stammende Geschlecht der Würtenberger war bäuerlich […] verwurzelt.“ Doch zwang die badische Erbschaftsregelung, die den Besitz gleichmäßig unter die Söhne verteilte, in vielen Fällen zum Ausweichen in andere Ortschaften, Regionen und später auch zum Auswandern.
Der noch heute älteste mit mehr als Namen und Geburtsdatum bekannte Küßnacher ‚Stammvater‘ ist Xaver Würtenberger (1801–1871) mit seiner Frau Magdalena geb. Klein (1809–1889). Ihr Sohn Karl Friedrich Würtenberger wurde am 12. Dezember 1838 in Zürich geboren. Er machte eine Lehre als Kaufmann, arbeitete im Bankwesen in mehreren europäischen Ländern und ließ sich mit seiner Frau Anna Henriette (* 1850) im zaristischen Russland in St. Petersburg nieder. Er verlor nie den Kontakt zur Heimat, schrieb Romane und das Epos Elsbeth von Küssaburg und kehrte 1900 wieder nach Küßnach zurück. Auf den Sohn des Ehepaares, Karl August Würtenberger (geb. in St. Petersburg am 2. April 1868 – verst. in Küßnach 1957), geht die Pflege des Andenkens an seinen Vater und die Grundlage zur Gründung einer Heimatstube in Küßnach zurück. Karl Augusts Ehefrau Daisy – eine geborene Engländerin – konnte 1962 „noch der Einweihung der Heimatstube in Küßnach beiwohnen, die zum Gedächtnis ihres Schwiegervaters und der Dettighofener Würtenberger eingerichtet wurde.“
Hauptartikel: Karl Friedrich Würtenberger
Küßnacher Ahnentafel

- 1505 [kauft] Heine Trüllinger und Theißmann Würtenberger von Küßnach den Alkenhof.[5]
- In einem Oberlauchringer Kirchenbuch wird als erster Vertreter der Würtenberger der von Küßnach stammende Mathias Würtenberger erwähnt, der sich 1643 mit Margarete Mathis verehelichte.[6]
- Um 1800: Anton (* 1758) ⚭ (1792) Theresia Würtenberger (* 1759) als Bauern auf dem Alkenhof[Anm 1] erwähnt. Danach auch Sohn Xaver Würtenberger ⚭ Magdalena Klein als Alkenhofbauern benannt.
- Die Geburt überlebende Kinder von Anton & Theresia Würtenberger: neben Xaver noch Anna Maria (* 1792) und Theresia (* 1796).
- Kinder von Xaver und Magdalena Würtenberger: Neben Karl-Friedrich noch Robert (* 1841), Anna (1844–1882) und Maria († 1862).
- Sohn Karl-August ⚭ Daisy Boden (1878–2. Februar 1967).

Bechtersbohl: Ein Uliman Würtenberger lässt sich schon 1555 nachweisen.

### Die Linie der Dettighofer Würtenberger
Familie Xaver Würtenberger und Söhne

Wahrscheinlich gab es schon im 18. Jahrhundert enge Verbindungen der Würtenberger-Familie nach Dettighofen. So ist vom ersten, heute noch bekannten Würtenberger – Joseph Würtenberger (1757–1834) – überliefert, dass er „an langen Winterabenden […] Sagen, Bräuche und Geschichten der engeren Dettighofener Heimat auf(schrieb)“. Diese Aufzeichnungen blieben jedoch nicht erhalten, „denn sein Sohn Benedikt (1792–1871) zerstörte diese alten Chroniken.“

„Seine Liebe galt, neben dem bäuerlichen Broterwerb, der Herstellung von mechanischen Uhren aller Art, und er sah es nicht gern, wenn die beiden Söhne Franz Joseph (1818 - 1889) und Thomas (1836 - 1903) sich lesend, statt arbeitend, die Zeit vertrieben. Franz Joseph übernahm die elterliche Landwirtschaft, Thomas hingegen konnte studieren.“

Dennoch konnten die Brüder ein starkes Interesse an der Geologie entwickeln, „das bei beiden zu wissenschaftlich anerkannten Veröffentlichungen führte.“ Thomas Würtenberger arbeitete nach dem Studium als Geometer im badischen Staatsdienst und übernahm später in Emishofen bei Konstanz eine Ziegelei.
Familie Franz Joseph Würtenberger und Kinder

Franz Joseph Würtenberger war Vater von acht Kindern – unter ihnen auch Alexander Würtenberger (19. September 1854–5. Juli 1933) – und hatte hart für den Lebensunterhalt der Familie zu kämpfen. Er verkaufte schließlich seine 17.000 Exemplare zählende mineralogische Sammlung an den badischen Staat, wozu er entmutigt schrieb: „Mit dem Wenigen, welches mir jetzt für meine Sammlung angeboten wurde, bin ich nicht im Stande, meine Lage gründlich zu verbessern.“
Der Autor der Familienchronik Die Würtenberger, Hans Matt-Willmatt, ist der Auffassung, dass für den bekanntesten Würtenberger, Alexander, ...

„... das Leiden und teilweise Scheiterns seines Vaters prägend für sein eigenes Leben war. Denn er suchte diesen Gegensatz zwischen dem wissenschaftlichen Bildungsansatz und dem bäuerlichen Leben zu begreifen.“

Alexander Würtenberger

Alexander besuchte die (Grund-)Schule in Dettighofen, wechselte zu einer schweizerischen Schule in Wyl und entschloss sich danach zu einer Gärtnerlehre. Ihm war beim Durchstreifen der Natur die Schönheit der wilden Rosen aufgefallen und er hatte „die Idee, deren Kultivierung ins Auge zu fassen, um damit eine neue Verdienstquelle zu schaffen.“ Später erweiterte er dies auch auf den Beerenobstanbau.
„Schon um 1900 weist Dettighofen 2,4 Hektar seiner Gemarkung als Rosenanbaufläche aus, die nahe Schweiz [vor allem Zürich] sowie mehrere europäische Länder erwiesen sich als Hauptabsatzgebiete. […] Alexander Würtenberger hat auch gärtnerisch einen Erfolg zu verzeichnen: es gelang ihm die Zucht einer schwarzroten Rose, die großes Aufsehen hervorrief.“
Erst im Zusammenhang der europäischen Wirtschaftskrise der 1920er Jahre kommt es zum fast völligen Erliegen der Rosenzucht.
Dauerhaft bekannt wurde und blieb Alexander Würtenberger durch sein dichterisches Schaffen – mit zahlreichen Veröffentlichungen im Alb-Bote und im Verlag Zimmermann, Waldshut – und die Gründung und langjährige Leitung „einer Bibliothek, – einer Volksbücherei, einer Einrichtung, die sich als Dorfgemeinschaftshaus verstehen ließ“ in Dettighofen, die auf die Spende eines nach Amerika ausgewanderten und dort mit einer Erdöl-Gesellschaft reich gewordenen Dettighofeners – Georg Wittmer – zurückging. Durch die Wittmer-Stiftung wurde ein eigenes Gebäude errichtet und zu Ausstattung und Unterhalt wurde und wird seit 1900 bis heute ein jährlicher Dollarbetrag überwiesen. Im Programm standen von Anbeginn bis lange in die Nachkriegszeit landwirtschaftliche und auch technische Vorträge und es wurden Kurse abgehalten. Die Bibliothek ist auch heute noch geöffnet.
Alexander Würtenberger betätigte sich auch als Historiker, zahlreiche Fundplätze von der Frühgeschichte bis in die Römerzeit im Klettgau gehen auf seine Forschungen und auch Grabungen zurück. Er war verheiratet mit Emma Mayer.
Hauptartikel: Alexander Würtenberger
Leopold Würtenberger

Leopold Würtenberger (1846–1886) war ein Bruder von Alexander Würtenberger. Er begleitete den Vater auf seinen geologischen Exkursionen und besuchte nach der Sekundarschule in der Schweiz das Polytechnikum in Karlsruhe. Wegen fehlender finanzieller Mittel konnte er sein Studium nicht abschließen und wechselte auch auf verschiedene Arbeitsstellen. Er qualifizierte sich jedoch eigenständig weiter, korrespondierte mit Charles Darwin (schrieb auch Bittbriefe) und Ernst Haeckel. Seine Dissertation konnte er jedoch aus finanziellen Gründen nicht mehr zum Erwerb des Doktortitels einreichen. Seine geologischen Werke und Karten wurden anerkannt – auch eine geologisch-landwirtschaftliche Reliefkarte des Klettgau –, eine Stammtafel der Jura-Ammoniten und seine geologische Erklärung des Rheinfalls bei Schaffhausen ist im Wesentlichen noch heute gültig. Er starb 1886 in Karlsruhe.
Hauptartikel: Leopold Würtenberger
Familie Heinrich Würtenberger und Kinder

Heinrich Würtenberger (geb. 16. Oktober 1852 in Dettighofen, verst. 16. Juli 1926 in Obertsroth) war ebenfalls ein Bruder von Alexander Würtenberger. Er ist weit weniger bekannt, obwohl – so Klaus Isele – er „der große und gewandte Geschichtenerzähler unter den drei schreibenden Würtenberger war, der aufmerksame Chronist des bäuerlichen Lebens.“ Der Name seiner Frau scheint nicht mehr bekannt, über zwei Fotos sind die Namen von dreien der vier Töchter festgehalten: Gunhilde, Lisi (Luise) und Johanna; dazu kam Tochter Gertrud und die Söhne Rudolf und Waldemar.
In Waldshut absolvierte Heinrich die „Landwirtschaftliche Winterschule“ und erhielt nebenbei eine Ausbildung zum Gärtner. Er „fand eine Anstellung auf dem Großherzoglichen Schloßgut Eberstein im hinteren Murgtal oberhalb von Gernsbach“ und wurde schon mit „25 Jahren vom Großherzog Friedrich I. als Verwalter des Schlosses eingesetzt.“ Er engagierte sich im „Landwirtschaftswesen“ und wirkte aktiv in Fachgremien bis hin zum „Deutschen Landwirtschaftsrat“. Dies ergänzte er mit zahlreichen Publikationen und einer umfangreichen Vortragstätigkeit. 1897 veröffentlichte Heinrich Würtenberger mit 45 Jahren seine ersten Erzählungen „Für die Bauernstube“ und schließlich Geschichten im Kalender „Der Landwirt“. Während er (1902) zum „Großherzoglichen Ökonomierat“ ernannt wird, findet er nun seine eigentliche Passion in der Dichtung, in den Geschichten, „die authentische Zustandsbeschreibungen des bäuerlichen Lebens (sind); sie machen die soziale Wirklichkeit der Landbevölkerung sichtbar und schildern ohne großes Pathos die Freuden und Leiden der Bauern.“ (Isele, S. 138). Er bleibt bei den „Kalendergeschichten“ im alemannischen Dialekt – unter anderen ein Lebensbild des Schwarzwälder Künstlers Hans Thoma –, nach 1920 kommen Bücher hinzu: „1926 erschien das letzte Buch des zu Unrecht vergessenen Dichters: ‚Buregschichte us em alemannischen Land‘. […] Am 16. Juli 1926 starb der verdiente und geschätzte Mann im Alter von 74 Jahren und wurde auf dem Obertsroter Friedhof beigesetzt.“
Dettighofer Ahnentafel

- Vogt Josephus Würtenberger (1757–1835) ⚭ Magdalena Fischer (1765–1840).[11]
- Sohn: Benedikt Würtenberger (1792–1871) ⚭ Magdalena Simmler (1793–1871).
- Kinder: Magdalena, Notburga ⚭ Christian Ruf, Franz Xaver (1825–1829), Maria ⚭ Cyprian Holzscheiter, Thomas (1836–1903) und
- Sohn: Franz Joseph Würtenberger (1818–1889) ⚭ Maria Anna Indlekofer (1827–1892).
- Kinder: Heinrich Würtenberger (s. o.), Alexander ⚭ Emma Mayer (1853–1928), Leopold, Anna ⚭ Edmund Häring, Luise ⚭ Jean Roos.
- Tochter von Alexander und Emma Würtenberger: Maria (1888–1965) ⚭ Theodor Zollmann (1885–1958).
- Tochter: Maude Zollmann ⚭ Christoph von Bauer.

### Die Linie der Oberlauchringer Würtenberger
„In den Oberlauchringer Kirchenbüchern wird als erster Vertreter der Würtenberger der von Küßnach stammende Mathias Würtenberger erwähnt, der sich 1643 mit Margarete Mathis verehelichte, doch starb diese Linie im Mannesstamm 1718 mit dem Sohn Johannes, dem sogenannten Schneider Hanseli aus.“
„Die Linie der auf dem Adler sitzenden und durch Generationen in öffentlichen Ämtern vertretenen Würtenberger geht auf Uli und Verena Würtenberger geborene Mathis von Bechtersbohl und deren 1658 in Bechtersbohl geborenen Sohn Carl zurück, bei dessen Taufe Carl Ludwig von Beck von und zu Willmendingen und Frau Maria Elisabeth geborene Minderlin Pate standen. Ein Uliman Würtenberger läßt sich schon 1555 in Bechtersbohl nachweisen, während Verena Mathis wahrscheinlich eine Schwester oder Tochter des damaligen Schultheißen war.“
Carl Würtenberger, der schon 1684 auf der Wirtschaft [Adler] genannt wird, erwarb mit Kaufbrief vom 23. Dezember 1686 von Graf Johann Ludwig von Sulz das Gasthaus Adler:

„Mit der Übernahme durch das Geschlecht Würtenberger begann der für das traditionsreiche Gasthaus glanzvollste Zeitabschnitt seiner Geschichte.“

Carl Würtenberger starb am 17. Juni 1719. „Bei der Erbteilung hatte [der Sohn] Johann Baptist Würtenberger das Gasthaus zum Adler […] erhalten, während der jüngere Franz Carl die 1712 von seinem Vater erkaufte Lauffenmühle übernahm und eine Zeitlang auch Vogt in Oberlauchringen war.“ Dessen Sohn Franz Xaver war Lauffenmüller.
Johann Baptist wurde vermögender Wirt, Posthalter, Vogt und Waisenrichter, bei der Regierung in Tiengen Landrichter und schließlich auch Schwarzenbergischen und kaiserlichen Hof zu Wien eine geachtete Persönlichkeit. Er hatte sich 1729 mit Maria Anna Roder aus Dangstetten verehelicht und starb 1765.
„Der am 30. März 1746 als letztes von zehn Kindern geborene Sohn Johann Baptist Würtenberger wurde als Wirt, Posthalter, Vogt und Landrichter ein würdiger Nachfolger seines Vaters. […] Herausragendes Ereignis seiner Zeit war der Besuch von Kaiser Josef II. (1765–90), der am 9. August 1781 auf der Reise von Paris nach Wien im ‚Posthaus‘ übernachtete.“
Johann Baptist Würtenberger, der am 1769 Katharina Waldmeyer aus Möhlin bei Rheinfelden geheiratet hatte, denen 16 zumeist früh verstorbene Kinder geboren wurden, starb am 25. März 1805, „der Pfarrherr bezeichnete ihn im Sterbeeintrag als ‚mächtigen und reichen Mann‘.“
Der Sohn Jakob Würtenberger (1777–1854) wurde Nachfolger seines Vaters „als Adlerwirt, Posthalter und zeitweilig Vogt“, verheiratet 1804 mit Katharina Bölle aus Waldshut, deren Töchter „machten alle gute Partien“, Sohn Jakob Würtenberger (1814–1883) übernahm Wirtschaft und Post von seinen Eltern.
1855 verkaufte Jakob den seinerzeit von seinem Ururgroßvater erworbenen Besitz als Letzter seines Geschlechts an Hirschenwirt Franz Xaver Herzog.

## Gegenwart
Familien oder Personen mit den Namen Würtenberger, Würthenberger in der Region sind bekannt in Eschbach, Oberlauchringen, Jestetten und in Küssaberg. In Dettighofen scheint der Name nicht mehr existent.